# Partido Moderado (Escócia)
O Partido Moderado, em termos religiosos (mas não exclusivamente), é usado para designar um importante partido de clérigos da Igreja da Escócia durante o século XVIII. Faziam oposição ao Evangelicalismo, em muitas das suas ideias. Muitos de seus membros se consideravam cristãos ortodoxos e os líderes, como por exemplo William Robertson, tinham com os adversários uma relação de respeito e bastante consideração.